# Pascal Zisser
Pascal Michael Zisser (* 14. Februar 1992 in Mödling) ist ein österreichischer Fußballspieler.

## Karriere
Zisser begann seine Karriere beim Grazer AK. 2001 kam er in die Jugend des SK Sturm Graz, bei dem er später auch in der Akademie spielte. Im September 2009 stand er gegen den Grazer AK erstmals im Kader der Amateure von Sturm.
Im August 2010 debütierte er für jene in der Regionalliga, als er am dritten Spieltag der Saison 2010/11 gegen den SAK Klagenfurt in der 81. Minute für Michael Hofer eingewechselt wurde. Seinen ersten Treffer für die Amateure von Sturm erzielte er im März 2012 gegen die Amateure der Kapfenberger SV.
Im Jänner 2014 wurde er an den Zweitligisten Kapfenberger SV verliehen. Sein Debüt in der zweiten Liga gab er im März 2014, als er am 21. Spieltag der Saison 2013/14 gegen die SV Mattersburg in der Startelf stand und in der 65. Minute durch Markus Farnleitner ersetzt wurde.
Zur Saison 2014/15 wechselte er in die Regionalliga Ost zum SV Neuberg. In jener Saison kam Zisser in allen 30 Regionalligapartien zum Einsatz und erzielte dabei zwei Tore; allerdings stieg er mit Neuberg als Tabellenletzter in die Landesliga Burgenland ab.
Daraufhin schloss er sich im Sommer 2015 dem Regionalligisten Deutschlandsberger SC an. Nach zwei Saisonen bei Deutschlandsberg wechselte er zur Saison 2017/18 zum Ligakonkurrenten SC Kalsdorf. Für Kalsdorf absolvierte er in jener Saison 28 Regionalligaspiele und machte dabei zwei Tore.
Im Sommer 2018 kehrte er zum DSC zurück. In drei Spielzeiten in Deutschlandsberg kam er zu 55 Regionalligaeinsätzen, in denen er vier Tore erzielte. Zur Saison 2021/22 wechselte er zum Ligakonkurrenten FC Gleisdorf 09.

## Persönliches
Sein Vater Michael (* 1966) war österreichischer Nationalspieler.